# Rode leeuwerik
De rode leeuwerik (Calendulauda burra; synoniem: Certhilauda burra) is een zangvogel uit de familie Alaudidae (leeuweriken).

## Verspreiding en leefgebied
Deze soort is endemisch in centraal Zuid-Afrika.

## Status
De grootte van de populatie wordt geschat op 6300 volwassen vogels. Aangenomen wordt dat deze kleine populatie achteruitgaat door habitatverlies als gevolg van overbegrazing. Op de Rode lijst van de IUCN heeft deze soort daarom de status kwetsbaar.